# Kraol
Le kraol est une langue du Cambodge. Ses locuteurs sont moins de 2 000 (1 960 en 1996, CAS) et habitent la province de Kratie.
Le kraol appartient au groupe bahnarique du rameau oriental des langues môn-khmer dans la famille des langues austroasiatiques.